# Araneus alsine
Espèce
Synonymes
- Aranea alsine Walckenaer, 1802
- Epeira lutea C. L. Koch, 1837
- Epeira bohemica C. L. Koch, 1838

Araneus alsine, l'Épeire alsine, est une espèce d'araignées aranéomorphes de la famille des Araneidae.

## Distribution
Cette espèce se rencontre en zone paléarctique.

## Description

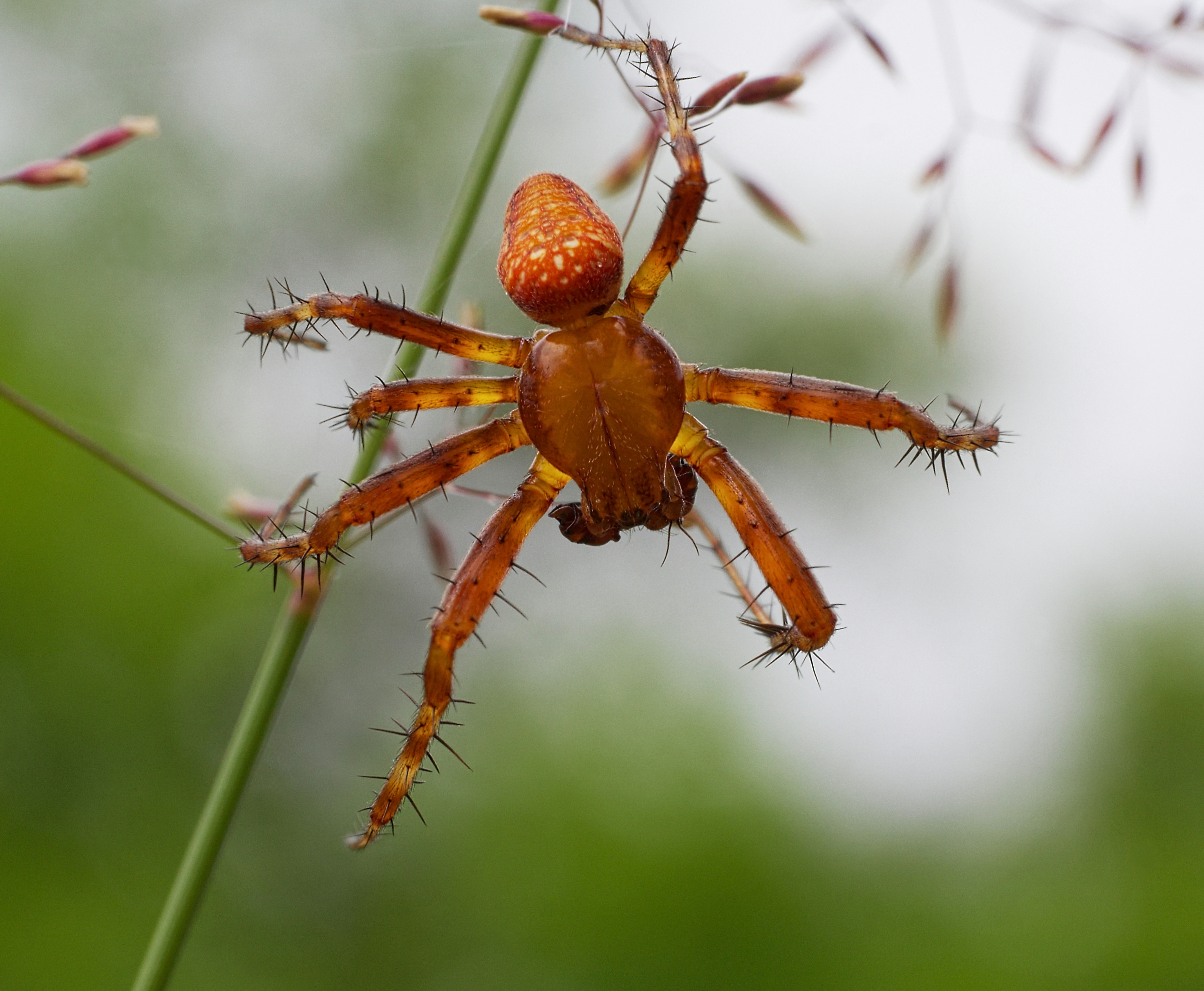
Araneus alsine ♂

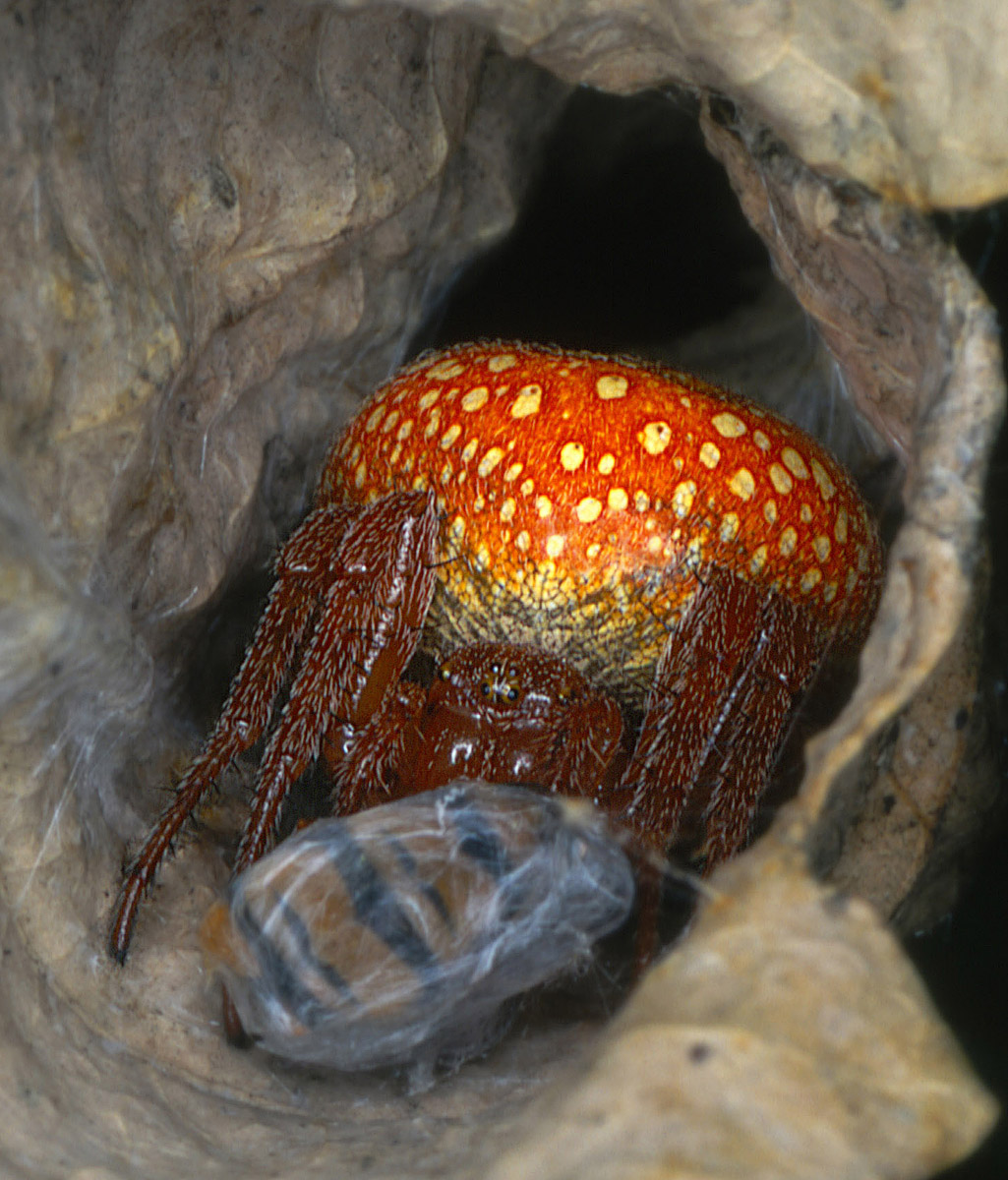
Araneus alsine

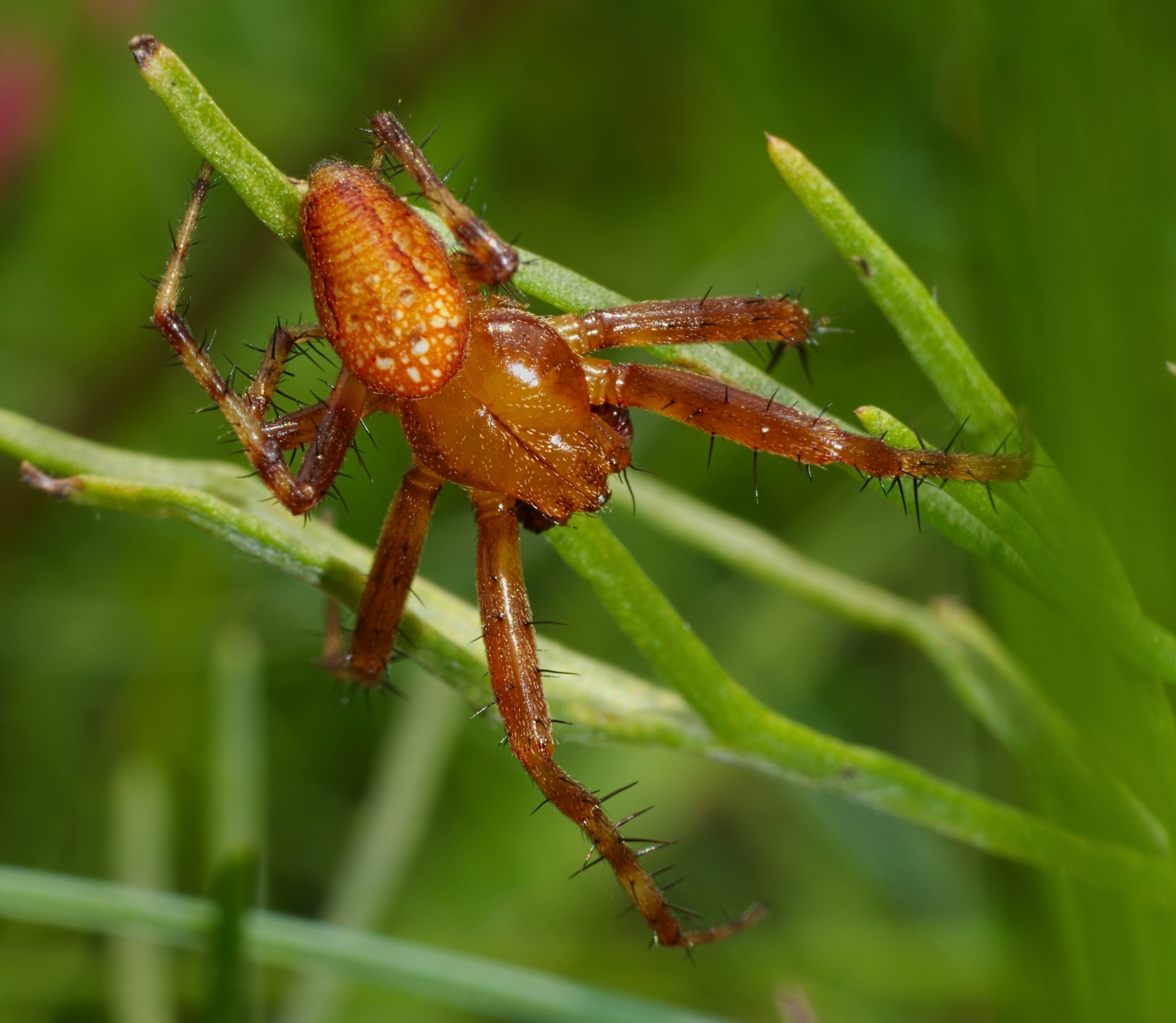
Araneus alsine ♂

Les mâles mesurent de 6,5 à 8,5 mm et les femelles de 12 à 14,9 mm.
La couleur de l'abdomen de forme globulaire va du beige à l'orange. De nombreux points jaunâtres en parsèment la surface.
Cette araignée est très colorée, elle se cache dans une feuille morte roulée en cornet.
Les œufs sont pondus jusqu'en août. Les petites araignées éclosent vite, hivernent à l'état juvénile et sont pleinement développées au début de l'été de l'année suivante.

## Toile
Araneus alsine construit de petites toiles près du sol (moins de 10 ou 20 cm de haut) et attend jusqu'au soir dans une feuille qu'elle a suspendue à proximité. Cette espèce vit dans les forêts humides, les clairières et les prairies marécageuses.
Elle tisse en juin et juillet une toile qui comporte au maximum 20 rayons.

## Publication originale
- Walckenaer, 1802. Araignée. Faune parisienne. Insectes. ou Histoire abrégée des insectes des environs de Paris, Paris, vol. 2, p. 187-250. (BHL) (A. Alsine p. 193)